# Els 13 màrtirs d'Arad
Els 13 màrtirs d'Arad (Aradi vértanúk) van ser els tretze generals honvéd hongaresos rebels que foren ajusticiats el 6 d'octubre de 1849 a la ciutat d'Arad a l''Imperi austríac (actualment a Romania), després de la Revolució Hongaresa de 1848. Acabà amb les tropes de l'Imperi Austríac i la Rússia Imperial van restablir el control dels Habsburg sobre la zona. L'execució va ser ordenada pel general austríac Julius Jacob von Haynau.